# Israel Hansson
Israel Hansson, född omkring 1635 i Vånga församling, död 15 mars 1713 i Vånga församling, var en svensk ämbetsman och riksdagsman.

## Biografi
Israel Hansson föddes omkring 1635 på Balderums Södergård i Vånga församling. Han var son till bergsfogden Hans Pålsson och Margareta Nilsdotter. Israel Hansson arbetade som bergsman i Sunkerstad och var fram till 1690 kyrkvärd i Vånga församling. Han var från 1691 nämndeman och från 1694 till 1708 sexman. Israel Hansson avled 1713 på Sunkerstad i Vånga församling.
Israel Hansson var riksdagsman vid Riksdagen 1689 för Norra Östgöta bergslag.

### Familj
Israel Hansson gifte sig första gången 20 november 1664 med Elin Olofsdotter (1642–1668). Hon var dotter till bonden Olof Vastensson och Margareta Persdotter på Torp i Vånga socken. De fick tillsammans barnen Johanna Israelsdotter (1665–1691) som var gift med bergsmannen Håkan Bengtsson och Ingrid Israelsdotter (1667–1689) som var gift med bergsmannen Olof Tyrsson.
Israel Hansson gifte sig andra gången 6 december 1668 i Kullerstads församling med Ingeborg Andersdotter (1645–1708). Hon var dotter till rusthållaren Anders Gudmundsson och Kerstin Arvidsdotter.